# Audiojoc
Un audiojoc és un joc electrònic que es practica en un aparell tal com un ordinador personal. És similar a un videojoc excepte que l'únic sistema de realimentació és auditiu en lloc de visual.
Els audiojocs originalment van començar com a jocs accessibles per als cecs i van ser desenvolupats principalment per programadors aficionats i amb discapacitat visual. Però l'interès pels audiojocs va en augment per part d'artistes del so, investigadors d'accessibilitat als jocs, desenvolupadors de jocs per a dispositius mòbils i jugadors de vídeo. La majoria dels audiojocs funcionen en ordinadors personals, encara que existeixen alguns audiojocs per a dispositius portàtils i consoles de videojocs. Els audiojocs comprenen la mateixa varietat de gèneres que els videojocs com ara videojocs d'aventures, de curses, etc.